# Hrvački klub Sisak
Hrvački klub Sisak je hrvački klub iz Siska.
Klupsko sjedište je na adresi Trg Vere Grozaj 19, Sisak.
Hrvački klub Sisak je osnovan 1974. godine u Sisku. Do Domovinskog rata klub se natjecao u I. i II. saveznoj ligi. U vrijeme domovinskog rata klub je prihvatio prijateljski klub Gavrilović iz Petrinje koja je bila okupirana.
U to vrijeme ta dva kluba su nastupala zajednički pod nazivom Sisak-Gavrilović u prvoj saveznoj ligi, a pojedinačno su se natjecali svaki za svoj klub.
Nakon završetka rata i povratka Hrvačkog kluba Gavrilović u Petrinju hrvački klub Sisak nastavio je s radom te se natjecao u svim uzrasnim kategorijama (dječaci, kadeti, juniori i seniori).
Od 1996. godine Hrvački klub Sisak natjecao se u drugoj saveznoj ligi (nakon što je Hrvački klub Gavrilović otišao u Petrinju sa sobom je uz dogovor klubova odveo dobar dio hrvača Siska te je Sisak ostao većinom s mladim hrvačima). gdje je uvijek bio u samom vrhu (prvi ili drugi).
S obzirom na to da su svi hrvači bili mladi trebalo je nekoliko godina da stasaju i ponovno uđu u borbu za viši rang natjecanja (prvu saveznu ligu).
Ove godine Hrvački klub Sisak je izmđu svih klubova iz Hrvatske u play offu izborio ulazak u prvu saveznu ligu. Za napomenuti je da je naš klub prema uzrastu najmlađi klub u Hrvatskoj i da su svi hrvači iz našeg grada.
U klubu trenira cca 65 hrvača, a škola hrvanja okuplja najmlađe uzraste kojih ima cca 40. Treneri u klubu su profesor Goran Plavec i profesor Dražen Majnarić.
U poslijeratnom razdoblju klub je imao zavidne rezultate. Goran Čulina kao najbolji hrvač kluba bio je najmlađi seniorski prvak države i proglašen je u dvije kategorije športašem godine Grada i Županije Sisačko Moslavačke. Nakon Gorana dolaze novi mladi hrvači koji također ostvaruju vrhunske rezultate.

## Vanjske poveznice
Hrvački klub Sisak  Arhivirana inačica izvorne stranice od 18. prosinca 2010. (Wayback Machine)